# Potencial newtoniano
En matemáticas, el potencial newtoniano o potencial de Newton es un operador en cálculo vectorial que actúa como el inverso del Laplaciano negativo, en funciones que son suaves y decaen lo suficientemente rápido en el infinito. Como tal, es un objeto de estudio fundamental en Teoría del potencial. En su naturaleza general, es un operador integral singular, definido por convolución con una función que tiene una singularidad matemática en el origen, el núcleo newtoniano Γ que es la solución fundamental de la ecuación de Laplace.  Debe su nombre a Isaac Newton, quien lo descubrió por primera vez y demostró que era una función armónica en la caso especial de tres variables, donde servía como potencial gravitatorio fundamental en  la ley de la gravitación universal de Newton.  En la teoría moderna del potencial, el potencial newtoniano se considera en cambio un potencial electrostático.
El potencial newtoniano de una compactamente soportado función integrable f se define como la convolución
{\displaystyle u(x)=\Gamma *f(x)=\int _{\mathbb {R} ^{d}}\Gamma (x-y)f(y)\,dy}
donde el núcleo newtoniano Γ en dimensión d viene definido por
{\displaystyle \Gamma (x)={\begin{cases}{\frac {1}{2\pi }}\log {|x|}&d=2\\{\frac {1}{d(2-d)\omega _{d}}}|x|^{2-d}&d\neq 2.\end{cases}}}
Aquí ωd es el volumen de la unidad d-balón (a veces las convenciones de signos pueden variar; compárese (Evans, 1998) y (Gilbarg y Trudinger, 1983)). Por ejemplo, para {\displaystyle d=3} tenemos {\displaystyle Gamma(x)=-1/(4\pi |x|).}
El potencial newtoniano w de f es una solución de la ecuación de Poisson
{\displaystyle \Delta w=f,}
lo que equivale a decir que la operación de tomar el potencial newtoniano de una función es una inversa parcial del operador de Laplace. w será una solución clásica, es decir dos veces diferenciable, si f está acotada y es localmente continua de Hölder como demostró Otto Hölder. Era una cuestión abierta si la continuidad por sí sola es también suficiente. Henrik Petrini demostró que esto era erróneo y dio un ejemplo de una f continua para la que w no es dos veces diferenciable.
La solución no es única, ya que la adición de cualquier función armónica a w no afectará a la ecuación.  Este hecho puede utilizarse para demostrar la existencia y unicidad de soluciones al problema de Dirichlet para la ecuación de Poisson en dominios convenientemente regulares, y para funciones f convenientemente bien comportadas: primero se aplica un potencial newtoniano para obtener una solución, y luego se ajusta añadiendo una función armónica para obtener los datos de contorno correctos.
El potencial newtoniano se define más ampliamente como la convolución
{\displaystyle \Gamma *\mu (x)=\int _{\mathbb {R} ^{d}}\Gamma (x-y)\,d\mu (y)}
cuando μ es una medida de Radon compactamente soportada.  Satisface la ecuación de Poisson
{\displaystyle \Delta w=\mu }
en el sentido de distribuciones. Además, cuando la medida es positiva, el potencial newtoniano es subarmónica en Rd.
Si f es una función continua compactamente soportada (o, más generalmente, una medida finita) que es rotacionalmente invariante, entonces la convolución de f con Γ satisface para x fuera del soporte de f
{\displaystyle f*\Gamma (x)=\lambda \Gamma (x),\quad \lambda =\int _{\mathbb {R} ^{d}}f(y)\,dy.}
En dimensión d= 3, esto se reduce al teorema de Newton de que la energía potencial de una masa pequeña fuera de una distribución de masa esféricamente simétrica mucho más grande es la misma que si toda la masa del objeto más grande se concentrara en su centro.
Cuando la medida μ está asociada a una distribución de masa sobre una hipersuperficie S suficientemente suave (una superficie de Lyapunov de clase de Hölder C1,α) que divide Rd en dos regiones D+ y D-, entonces el potencial newtoniano de μ se denomina potencial de capa simple.  Los potenciales de capa simples son continuos y resuelven la ecuación de Laplace excepto en S.  Aparecen de forma natural en el estudio de la electrostática en el contexto del potencial electrostático asociado a una distribución de cargas sobre una superficie cerrada.  Si dμ = f dH es el producto de una función continua sobre S con la medida de Hausdorff (d - 1)-dimensional, entonces en un punto y de S, la  derivada normal sufre un salto de discontinuidad f(y) al atravesar la capa.  Además, la derivada n| ormal es de w Derivada direccional| una función continua bien definida en S.  Esto hace que las capas simples sean particularmente adecuadas para el estudio del problema de Neumann para la ecuación de Laplace.